# 哈樂集團
哈樂集團有限公司(Hale Corporation Limited)（港交所曾代碼：0286.HK），1972年當時創立「夏香集團有限公司」，主要經營投資夏威夷、香港房地產等行業，並同時曾在香港交易所上市。1983年，被美國雅利發集團收購後，更名為「雅利發太平洋(集團)有限公司」，之後被私人投資者收購更名「衛利行有限公司」，那時1985年，1989年更名為「哈樂集團有限公司」，1990年私有化及撤銷上市，1998年，由於敵不過亞太金融風暴影響而結業。

## 外部連結
- 哈樂集團資料（页面存档备份，存于）